# Тринидад (Калифорнија)
Тринидад (енгл. Trinidad) град је у америчкој савезној држави Калифорнија. По попису становништва из 2010. у њему је живело 367 становника.

## Демографија
Према попису становништва из 2010. у граду је живело 367 становника, што је 56 (18,0%) становника више него 2000. године.
| Група             | 2000.       | 2010.       |
| Белци             | 290 (93,2%) | 324 (88,3%) |
| Афроамериканци    | 5 (1,6%)    | 2 (0,5%)    |
| Азијати           | 2 (0,6%)    | 2 (0,5%)    |
| Хиспаноамериканци | 7 (2,3%)    | 11 (3,0%)   |
| Укупно            | 311         | 367         |